# 加倫施托克山
46°36′43.76″N 8°25′1.3″E / 46.6121556°N 8.417028°E

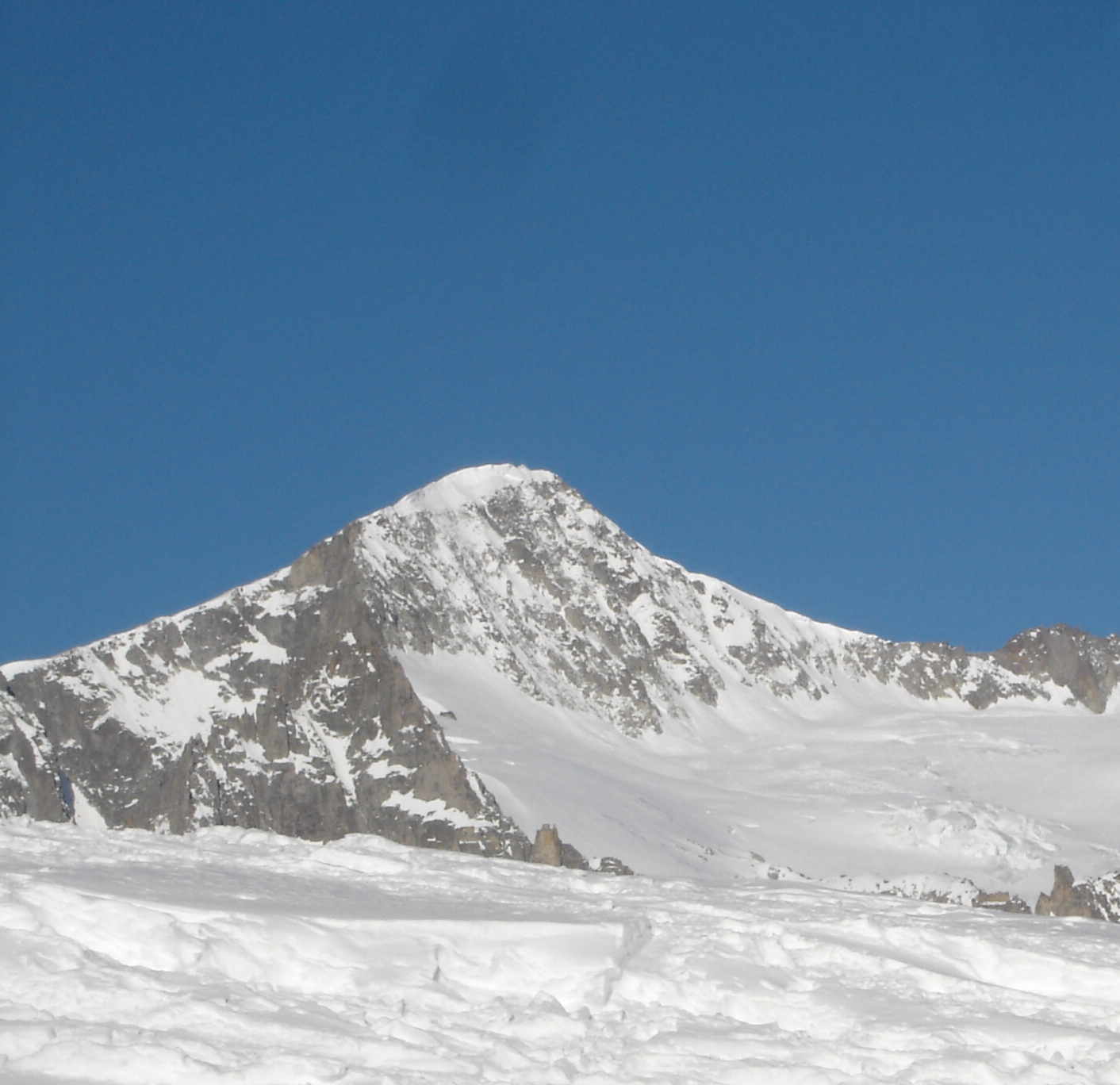

加倫施托克山（Galenstock），是瑞士的山峰，位於該國中南部，處於瓦萊州和烏里州接壤的邊界，屬於烏里山的一部分，海拔高度3,586米，人類在1845年8月18日首次登頂。